# 德科拉 (伊利諾伊州)
德科拉（英語：Decorra）是位於美國伊利諾伊州亨德森縣的一個非建制地區。該地的面積和人口皆未知。

## 地理
德科拉的座標為40°43′40″N 90°58′13″W / 40.72778°N 90.97028°W，而該地的平均海拔高度為208米（即682英尺）。